# Codonochlamys
Codonochlamys é um género botânico pertencente à família Malvaceae.

## Espécies
- Codonochlamys glaziovii
- Codonochlamys tiliifolia

1. ↑  «Codonochlamys — World Flora Online». www.worldfloraonline.org. Consultado em 19 de agosto de 2020